# Megophrys ancrae
Megophrys ancrae es una especie de anfibio anuro de la familia Megophryidae.

## Distribución geográfica
Esta especie es endémica de Arunachal Pradesh en la India. Habita en el distrito de Changlang entre los 330 y 790 m de altitud.

## Descripción
Los machos miden de 39.1 a 45.0 mm y las hembras hasta 48.9 mm.

## Publicación original
- Mahony, Teeling & Biju, 2013 : Three new species of horned frogs, Megophrys (Amphibia: Megophryidae), from northeast India, with a resolution to the identity of Megophrys boettgeri populations reported from the region. Zootaxa, n.º 3722(2), p. 143–169.[3]